# 5455 Surkov
5455 Surkov este un asteroid din centura principală de asteroizi.

## Descriere
5455 Surkov este un asteroid din centura principală de asteroizi. A fost descoperit pe 13 septembrie 1978 la Observatorul de Astrofizică din Crimeea de Nikolai Cernîh. El prezintă o orbită caracterizată de o semiaxă mare de 2,25 ua, o excentricitate de 0,12 și o înclinație de 3,4° în raport cu ecliptica.